# Phodopus campbelli
Phodopus campbelli (tên tiếng Anh: Campbell's dwarf hamster, nghĩa là Hamster lùn Campbell) là một loài động vật có vú trong họ Cricetidae, bộ Gặm nhấm. Loài này được Oldfield Thomas mô tả năm 1905.
Tên gọi hamster Campbell được đặt để tưởng nhớ W.C Campbell, người đã thu thập các mẫu vật đầu tiên tại Mông Cổ vào tháng 1 năm 1902. P. campbelli có tai nhỏ hơn loài có mối quan hệ liên quan chặt chẽ là chuột hamster Djungarian. 

## Hình ảnh

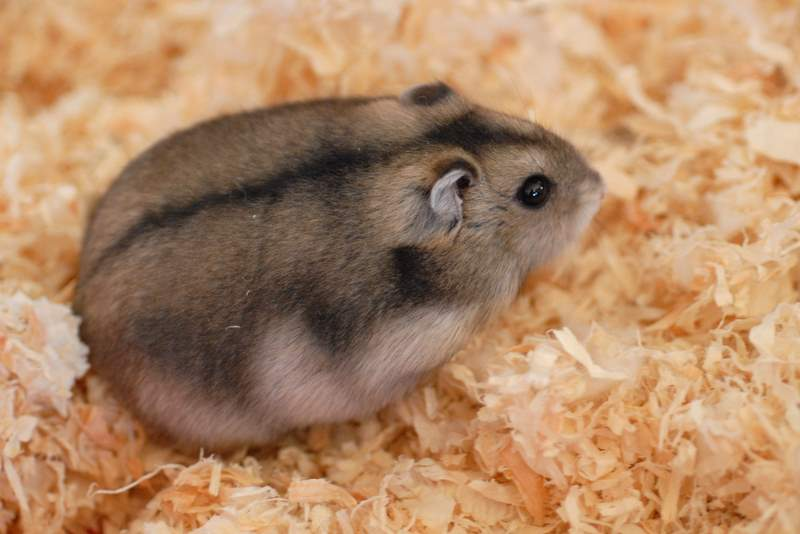
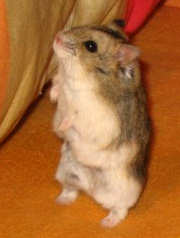
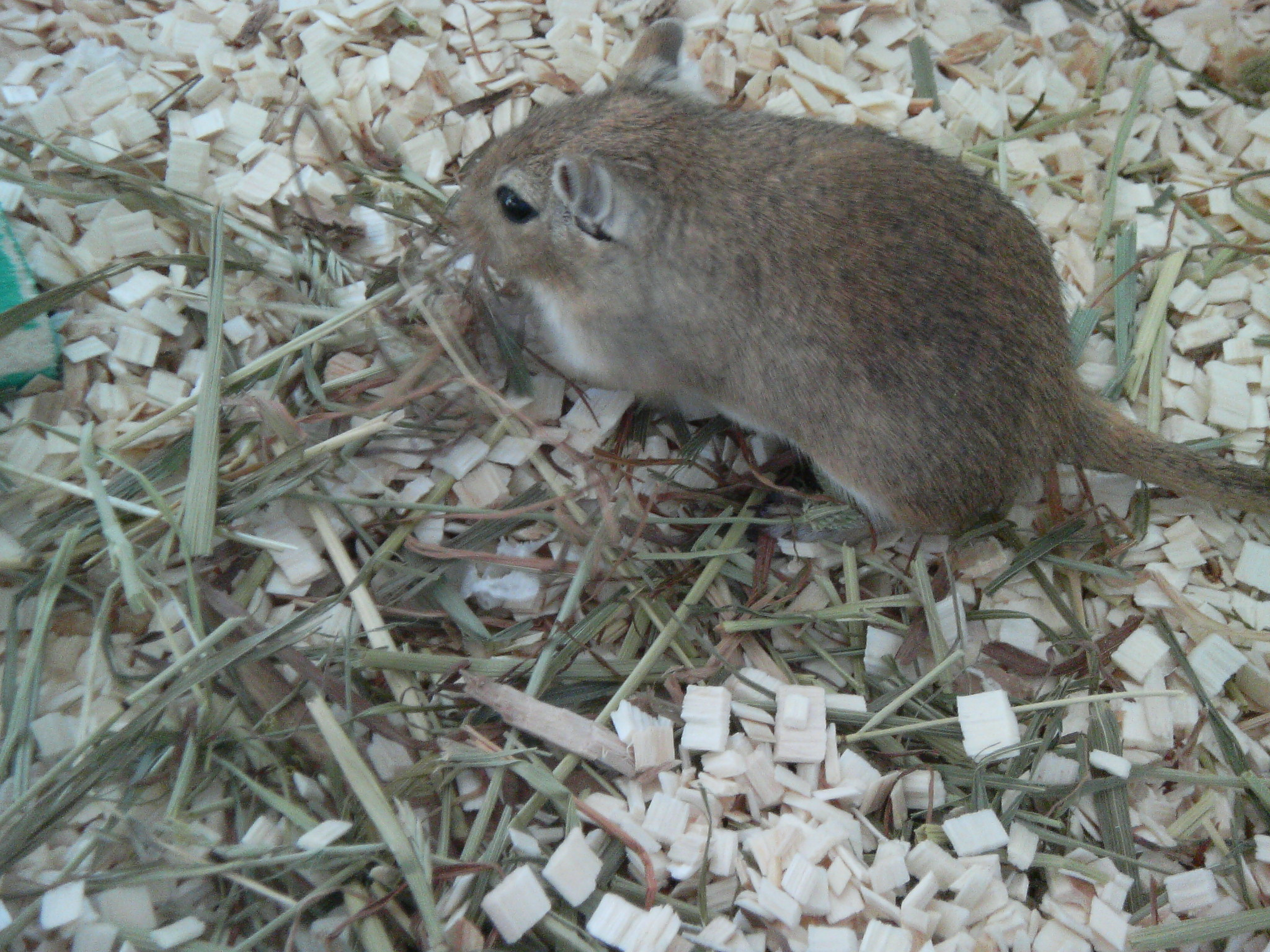
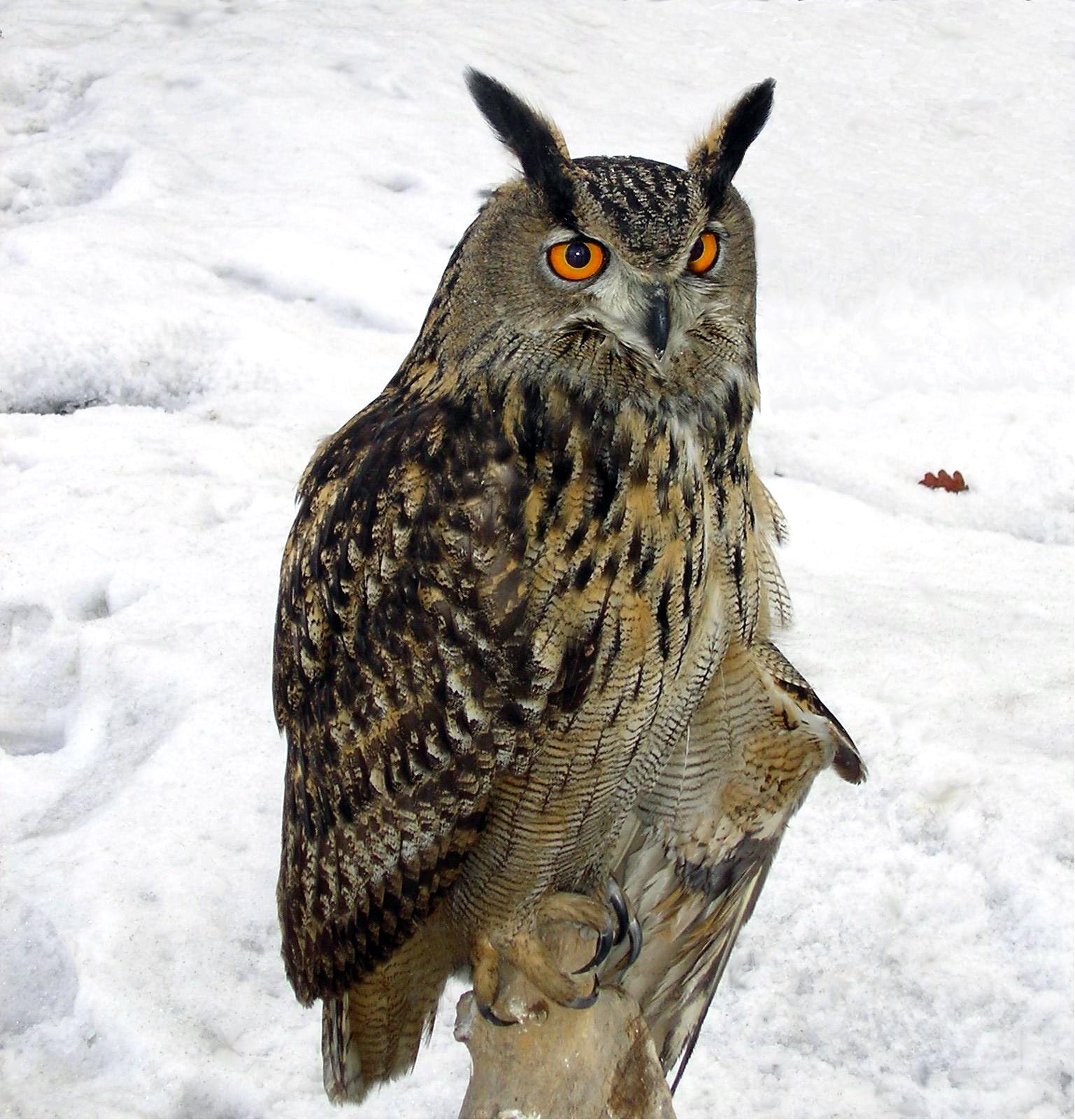